# 帕納珠鱂
帕納珠鱂，為輻鰭魚綱鯉齒目鰕鱂亞目溪鱂科的其中一種，為熱帶淡水魚，分布於南美洲巴西東北部Canindé河流域，棲息深度0-1公尺，體長可達5.4公分，棲息在底中層水域，生活習性不明。

## 擴展閱讀
維基物種上的相關：帕納珠鱂